# مزار سید قوام‌الدین
مزار سید قوام‌الدین؛ نام مزاری تاریخی مربوط به سدهٔ ۹ قمری - دورهٔ تیموری است و در شهرستان رشتخوار، شمال‌غربی روستای نوق واقع شده و این اثر در تاریخ ۱۶ اسفند ۱۳۸۴ با شمارهٔ ثبت ۱۴۳۳۵ به‌عنوان یکی از آثار ملی ایران به ثبت رسیده‌است.